# Bendy and the Dark Revival
Bendy and the Dark Revival (укр. Бенді та темне відродження) — епізодична відеогра у жанрі жахів від першої особи, розроблена та випущена компанією Joey Drew Studios. BATDR є четвертою грою у франшизі Bendy, та другою з головної трилогії ігр.
На відміну від попередньої гри головної трилогії гра була випущена одразу повною зі всіма 5 главами. Наразі гра доступна до встановлення на PC, XBox, PlayStation.

## Геймплей
BATDR — як і його попередник BATIM є симулятором виживання від першої особи. Головна героїня цієї історії — Одрі, попадає до Циклу.
У грі ви зустрінете нові механіки яких не було у першій частині, ви зможете лазити по стінам у деяких місцях, використовувати драбину, збирати записки, спогади, аудіозаписи, покращувати трубу Gent, та відкривати нові здібності.
На відміну від першої гри де у Генрі був великий вибір зброї, Одрі може орудувати лише трубою Gent, проте ми можемо покращувати нашу трубу. Під час першого покращування ми зможемо використовувати трубу для того щоб відчиняти зачинені двері, під час другого покращення, ми зможемо нажавши Tab увімкнути сильний режим труби та наносити збільшену шкоду ворогам, під час третього та останнього покращення, Одрі має можливість ненадовго зупиняти Хранителів, вдаривши їх трубою.
У грі у нас з'являється відкритий світ, де крім подорожей за сюжетом, у нас є і інші завдання, які не обов'язкові. Ми можемо подорожувати з локації 5 глави у початок 1 глави без завантажень.
Головними суперниками у грі є Загублені та Шукачі, проте останні з'являються тільки сюжетно 3 рази за гру.
Механіку Чорнильного демона у BATDR повністю змінили. Чорнильний Бенді може з'являтись у любий момент у любій главі, і щоб він зник вам потрібно заховатись у любий сховок (Шафку, під стіл, у діру, у вентиляцію і т. д.). Коли з'являється Чорнильний демон на вас накладається чорно-білий фільтр, і поки він не зник вам потрібно сховатись, якщо після закінчення атаки Чорнильний демон гарчить, значить що ви сховались, і ви можете йти далі, якщо рику не було, значить Чорнильний демон вас вб'є як тільки ви попадете на відкриту територію.

## Сюжет

### Пролог

#### Реальний світ
Гра розпочинається у реальному світі 18 червня 1973 року, головна героїня, аніматор Одрі, залишилась до ночі працювати. Вона працює у студії ArchGate Pictures. Вона вирішує спуститись та зробити собі кави, на вулиці темна ніч та гроза, через що у студії стаються проблеми з електроенергією. Одрі заходить до ліфту, і вже натиснувши на номер потрібного поверху, двері ліфту зупиняє прибиральник студії Вілсон. Одрі та Вілсон спускаються на ліфті, але ліфт зупиняється через те що зникла електроенергія, Одрі та Вілсон виходять з ліфту на поверсі з музеєм, присвяченим Бенді та Джої Дрю, Вілсон веде Одрі до кімнати з чорнильною машиною, та просить Одрі принести "виставочні" предмети, які мають стояти на п'єдесталах. Одрі вирушує шукати на поверсі: шестерню, чорнильницю, книгу "Ілюзія життя", гаєчний ключ, іграшку Бенді, музичну пластівку, після чого ставить її на п'єдестали, та за проханням Вілсона натискає на важіль. Вілсон каже Одрі знайти його у чорнильному світі, після чого топить себе та Одрі у чорнилах.

#### Цикл
Одрі прокидається у кімнаті з написом на стіті "Ласкаво просимо додому", та плакатами на стіні на яких написано що Вілсон, вбив Чорнильного демона. Одрі рухається по студії, і чує з динаміків голос Вілсона, який звертається до жителів Цикла, з наказом знайти Одрі та привести її до нього. Одрі знаходить аудіозапис Натана Арча, у якому той говорить про смерть Джої Дрю. Одрі доходить до фабрики "Райських іграшок" де не нає нападає монстр Пайпер, і та ховається у Станцію маленького дива. Після відступу Пайпера, Одрі щоб відновити здоров'я п'є беконовий суп, де вона бачить Алісу (Елісон), яка хоче допомогти Одрі, Аліса попереджає Одрі про небезпеки у цьому світі, після чого зникає.

### Глава 1 "Звернення до мороку"
Одрі за порадою Аліси, вирушає на пошуки ліфту на верхні частини студії, подорозі до анімаційної алеї, Одрі зустрічає двох інших монстрів Фішера та Страйкера, та спеціальні чорнила завдяки яким можна покращувати себе. Одрі доходить до кімнат "Головної студії" але у неї ламається друга пара ключів, через що вона не може добратись до анімаційної алеї. Одрі говорить з Алісою через трубу, де Аліса наказує Одрі знайти трубу Gent щоб захистити себе. Одрі ховаючись від Загублених знаходить трубу Gent, зламавши замок Одрі заходить у кімнату наповнену чорнилами, і їй стає погано, темні водоймища дарують Одрі силу поглинань, завдяки якій вона може поглинати чорнильних істот та відновлювати цим своє здоров'я, потім вона доходить до анімаційної алеї, але щоб добратись до ліфту, їй потрібно перейти прірву, що є неможливим, тому Одрі вирішує шукати обхідний шлях, рухаючись через Алею, Одрі знаходить кімнату у якій грається іграшковим потягом Бенді у його мультиковій формі. Одрі намагається з ним подружитись, але не навчившись керувати "Поглинаням" Одрі ледь не поглинула Бенді, через що останній тікає. Одрі знаходить Загубленого у якого викрали малюнки, і щоб пройти далі треба знайти малюнки Загубленого у зоні для аніматорів. Проходячи туди через вентиляції та коридори, Одрі вперше зустрічає Чорнильного демона, який ледь не вбив її.

### Глава 2 "Володіння Демона"
Ми розшукуємо втрачені малюнки, тікаючи від Чорнильного Бенді. Повернувши малюнки, ми йдемо далі, ми зустрічаємо Загубленого по імені Портер, який за порятунок дарує нам здібність "Потік", завдяки якому ми можемо шкидко переміщуватись на декілька метрів уперед.

## Системні вимоги та ціна
| Критерії           | Мінімальні                            | Рекомендовані                             |
| ------------------ | ------------------------------------- | ----------------------------------------- |
| ОС                 | Windows 10 (64 bit)                   | Windows 10 (64 bit)                       |
| Оперативна пам'ять | 8 GB ОП                               | 16 GB ОП                                  |
| Відеокарта         | 2GB VRAM GeForce GTX 1030, AMD RX 550 | 8GB VRAM GeForce RTX 2080, AMD Radeon VII |
| DirectX            | версії 11                             | версії 12                                 |
| Місце на диску     | 15 GB доступного місця                | 15 GB доступного місця                    |

Ціна Bendy and the Dark Revival у Steam складає 379 гривень.